# 2013년 브라질 시위

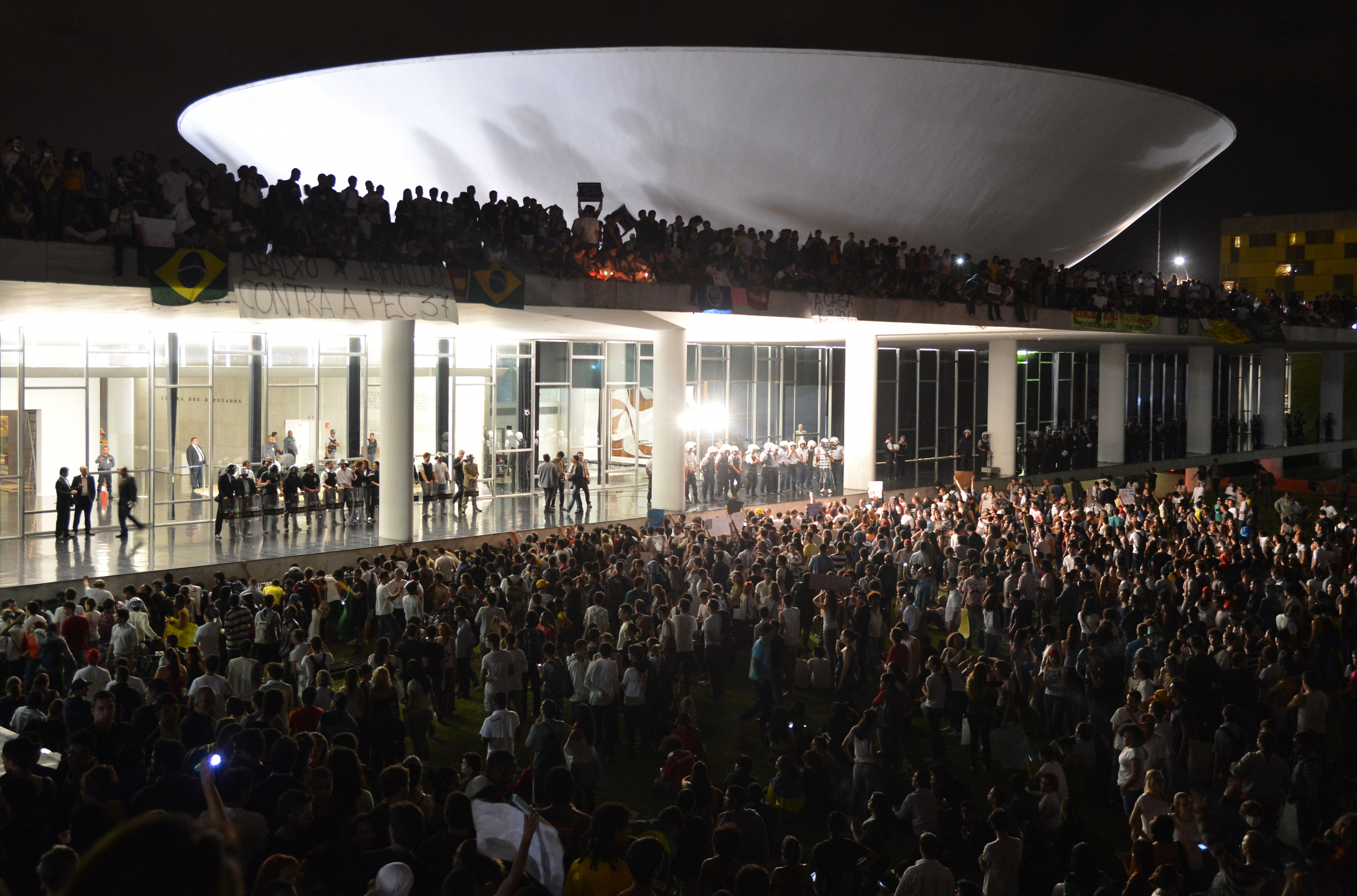
6월 17일, 브라질 인민의회당에 모인 시위대.

2013년 브라질 반정부 시위(영어: 2013 protests in Brazil), 포르투갈어로 Revolta da Salada, Revolta do Vinagre (pt 또는 pt, Salad/Vinegar Rebellion), Primavera Brasileira, Outono Brasileiro (pt, 브라질의 봄, pt, 브라질의 가을)는 브라질의 모비멘토 페시에 리브레(Movimento Passe Livre, 무료 승차 운동)이 무료 대중교통을 지지하면서 발생한 시위이다. 시위는 브라질의 일부 버스, 기차, 지하철 가격 상승에 항의하면서 조직되었고 나중에는 경찰들의 폭력 행위에 의해 대규모 시위로 발전한다. 6월 중순부터는 1992년 브라질의 대통령 페르난두 콜로르 지 멜루 사임에 대한 시위 이후 가장 큰 시위가 되었다. 또 다른 최근 터키의 대규모 시위 같이 이 시위는 소셜 내트워크를 통해 시위대 간 연락에 이용하고 있다.